# Quattro Giorni di Dunkerque 1999
La Quattro Giorni di Dunkerque 1999, quarantacinquesima edizione della corsa, si svolse dal 4 al 9 maggio su un percorso di 995 km ripartiti in 7 tappe, con partenza e arrivo a Dunkerque. Fu vinta dal danese Michael Sandstød della Team Home-Jack & Jones davanti all'italiano Enrico Cassani e allo statunitense Christian Vande Velde.

## Tappe
| Tappa  | Data     | Percorso                                      | km    | Vincitore di tappa | Leader cl. generale |
| ------ | -------- | --------------------------------------------- | ----- | ------------------ | ------------------- |
| 1ª     | 4 maggio | Dunkerque > Loon-Plage                        | 184   | Nicola Minali      | Nicola Minali       |
| 2ª     | 5 maggio | Grande-Synthe > Boulogne-sur-Mer              | 174,3 | Andrea Ferrigato   | Andrea Ferrigato    |
| 3ª     | 6 maggio | Boulogne-sur-Mer > Béthune                    | 180,1 | Stéphane Barthe    | Andrea Ferrigato    |
| 4ª     | 7 maggio | Béthune > Marchiennes                         | 78    | Jimmy Casper       | Andrea Ferrigato    |
| 5ª     | 7 maggio | Marchiennes > Marchiennes (cron. individuale) | 27    | Michael Sandstød   | Michael Sandstød    |
| 6ª     | 8 maggio | Comines > Westouter                           | 181,6 | Jaan Kirsipuu      | Michael Sandstød    |
| 7ª     | 9 maggio | Gravelines > Dunkerque                        | 163   | Jaan Kirsipuu      | Michael Sandstød    |
| Totale | Totale   | Totale                                        | 995   |                    |                     |

## Dettagli delle tappe

### 1ª tappa
- 4 maggio: Dunkerque > Loon-Plage – 184 km

| Pos. | Corridore         | Squadra       | Tempo    |
| ---- | ----------------- | ------------- | -------- |
| 1    | Nicola Minali     | Cantina Tollo | 3h59'07" |
| 2    | Jaan Kirsipuu     | Casino        | s.t.     |
| 3    | Silvio Martinello | Polti         | s.t.     |

| Pos. | Corridore         | Squadra       | Tempo    |
| ---- | ----------------- | ------------- | -------- |
| 1    | Nicola Minali     | Cantina Tollo | 3h58'57" |
| 2    | Jaan Kirsipuu     | Casino        | a 4"     |
| 3    | Silvio Martinello | Polti         | a 6"     |

### 2ª tappa
- 5 maggio: Grande-Synthe > Boulogne-sur-Mer – 174,3 km

| Pos. | Corridore             | Squadra | Tempo    |
| ---- | --------------------- | ------- | -------- |
| 1    | Andrea Ferrigato      | Ballan  | 4h06'15" |
| 2    | Alexander Gontchenkov | Ballan  | a 51"    |
| 3    | Nicola Loda           | Ballan  | s.t.     |

| Pos. | Corridore             | Squadra | Tempo    |
| ---- | --------------------- | ------- | -------- |
| 1    | Andrea Ferrigato      | Ballan  | 8h05'12" |
| 2    | Alexander Gontchenkov | Ballan  | a 55"    |
| 3    | Nicola Loda           | Ballan  | a 57"    |

### 3ª tappa
- 6 maggio: Boulogne-sur-Mer > Béthune – 180,1 km

| Pos. | Corridore       | Squadra       | Tempo    |
| ---- | --------------- | ------------- | -------- |
| 1    | Stéphane Barthe | Casino        | 3h57'05" |
| 2    | Endrio Leoni    | Liquigas-Pata | s.t.     |
| 3    | Arvis Piziks    | Home          | s.t.     |

| Pos. | Corridore             | Squadra       | Tempo     |
| ---- | --------------------- | ------------- | --------- |
| 1    | Andrea Ferrigato      | Ballan        | 12h02'17" |
| 2    | Alexander Gontchenkov | Ballan        | a 55"     |
| 3    | Nicola Minali         | Cantina Tollo | a 57"     |

### 4ª tappa
- 7 maggio: Béthune > Marchiennes – 78 km

| Pos. | Corridore       | Squadra   | Tempo    |
| ---- | --------------- | --------- | -------- |
| 1    | Jimmy Casper    | FDJ       | 1h42'19" |
| 2    | Jaan Kirsipuu   | Casino    | s.t.     |
| 3    | Glenn Magnusson | US Postal | s.t.     |

| Pos. | Corridore             | Squadra       | Tempo     |
| ---- | --------------------- | ------------- | --------- |
| 1    | Andrea Ferrigato      | Ballan        | 13h44'36" |
| 2    | Alexander Gontchenkov | Ballan        | a 55"     |
| 3    | Nicola Minali         | Cantina Tollo | a 57"     |

### 5ª tappa
- 7 maggio: Marchiennes > Marchiennes (cron. individuale) – 27 km

| Pos. | Corridore             | Squadra   | Tempo  |
| ---- | --------------------- | --------- | ------ |
| 1    | Michael Sandstød      | Home      | 31'40" |
| 2    | Enrico Cassani        | Polti     | a 7"   |
| 3    | Christian Vande Velde | US Postal | a 14"  |

| Pos. | Corridore             | Squadra   | Tempo     |
| ---- | --------------------- | --------- | --------- |
| 1    | Michael Sandstød      | Home      | 14h27'21" |
| 2    | Enrico Cassani        | Polti     | a 9"      |
| 3    | Christian Vande Velde | US Postal | a 16"     |

### 6ª tappa
- 8 maggio: Comines > Westouter – 181,6 km

| Pos. | Corridore             | Squadra | Tempo    |
| ---- | --------------------- | ------- | -------- |
| 1    | Jaan Kirsipuu         | Casino  | 4h35'05" |
| 2    | Andrea Tafi           | Mapei   | a 3"     |
| 3    | Alexander Gontchenkov | Ballan  | s.t.     |

| Pos. | Corridore             | Squadra   | Tempo     |
| ---- | --------------------- | --------- | --------- |
| 1    | Michael Sandstød      | Home      | 18h52'30" |
| 2    | Enrico Cassani        | Polti     | a 9"      |
| 3    | Christian Vande Velde | US Postal | a 16"     |

### 7ª tappa
- 9 maggio: Gravelines > Dunkerque – 163 km

| Pos. | Corridore     | Squadra       | Tempo    |
| ---- | ------------- | ------------- | -------- |
| 1    | Jaan Kirsipuu | Casino        | 3h43'43" |
| 2    | Nicola Minali | Cantina Tollo | s.t.     |
| 3    | Endrio Leoni  | Liquigas-Pata | s.t.     |

| Pos. | Corridore             | Squadra   | Tempo     |
| ---- | --------------------- | --------- | --------- |
| 1    | Michael Sandstød      | Home      | 22h36'13" |
| 2    | Enrico Cassani        | Polti     | a 9"      |
| 3    | Christian Vande Velde | US Postal | a 16"     |

## Classifiche finali

### Classifica generale
| Pos. | Corridore             | Squadra                | Tempo     |
| ---- | --------------------- | ---------------------- | --------- |
| 1    | Michael Sandstød      | Team Home-Jack & Jones | 22h36'13" |
| 2    | Enrico Cassani        | Team Polti             | a 9"      |
| 3    | Christian Vande Velde | US Postal Service      | a 16"     |
| 4    | Laurent Lefèvre       | Festina-Lotus          | a 21"     |
| 5    | Aleksandr Vinokurov   | Casino                 | a 39"     |
| 6    | Christophe Moreau     | Festina-Lotus          | a 43"     |
| 7    | Nicola Loda           | Ballan-Alessio         | a 52"     |
| 8    | Marc Streel           | Team Home-Jack & Jones | a 1'09"   |
| 9    | Denis Zanette         | Team Polti             | a 1'34"   |
| 10   | Pascal Chanteur       | Casino                 | a 2'05"   |